# Paola Papini
Paola Papini (Buenos Aires, 6 de octubre de 1963)
es una actriz argentina.

## Biografía
Su madre, la actriz María Aurelia Bisutti, se casó en 1962 con el empresario Fito Papini, pero el matrimonio duró dos años.
En los años ochenta, un paparazzi de la revista Radiolandia publicó una foto de Paola Papini exhibiendo las nalgas de manera provocativa.

Tengo 24 años de carrera, una laburó tanto, y es feo que para algunos solo quede eso. [...] Empecé como modelo y después de aquella fotografía, justo en el momento en que hacía una publicidad de jeans, me llovieron las ofertas, pero no me interesaba mostrarme así y me alejé de eso. Como era hija de una famosa, era bastante reacia a la prensa.
Paola Papini

Estudió teatro con Carlos Gandolfo, Franklin Caicedo y Agustín Alezzo, entre otros.

Con mi madre somos muy distintas, pero nos llevamos bien. En un punto, fue inevitable mamar de ella el medio artístico. De mi infancia descubriéndola como actriz recuerdo su película Con alma y vida [1970], que me impactó y todavía hoy me emociona.
Paola Papini

Fue una vistosa secretaria en Mesa de noticias, trabajó al lado de Tato Bores y de Darío Víttori, y se hizo conocida en las telenovelas Resistiré y Culpable de este amor.

La gente me reconoce mucho en la calle. Los memoriosos se acuerdan de Amándote (con Arnaldo André) y más acá en el tiempo de Ricos y famosos. [...] He hecho de todo. Cuando no tenía un «mango», hasta cociné para un programa de Miami que fue un éxito.
Paola Papini

Su madre, María Aurelia Bisutti, la dirigió en un ciclo de teatro semimontado, organizado por Argentores.

Cuando empecé era la niña bonita. En el último tiempo me llegan más los personajes marginales, personajes que necesitan un sustento. Y yo tengo una formación actoral como para afrontarlos. Me gusta que pase esto. La vida te va definiendo y, afortunadamente, yo no me quedé con el cola-less.
Paola Papini

### Vida privada
Tiene dos hijos, Cristóbal y Catalina.

## Filmografía

### Cine
- 1980 Tiro al aire, de Mario Sábato,
- 1984: Los reyes del sablazo, como la mujer con cochecito.[4]
- 1985: Sucedió en el internado.
- 1986: Las lobas.
- 1986: Las colegialas.
- 1986: En busca del brillante perdido.
- 1987: Los taxistas del humor, de Vicente Viney
- 1996Juego limpio, de Hebert Posse Amorim
- 2001: Loco, posee la fórmula de la felicidad (inédita).
- 2007: KM66 (Cortometraje)

### Televisión
- 1982: Música total (serie de televisión).[5]
- 1983-1987: Mesa de noticias.
- 1983-1987: Matrimonios y algo más.
- 1985: El infiel (telenovela).
- 1986: El seductor (serie de televisión).
- 1986: Las lobas.
- 1987: Matrimonios y algo más (serie de televisión).
- 1987: El groncho y la dama (serie de televisión)
- Tato Bores,
- 1988: Sin marido (serie de televisión), como Nelly
- 1988: Amándote (serie de televisión), como Yanina Soriano
- 1989: El teatro de Darío Víttori (serie de televisión), en el episodio «Desnuda y en mi cama», como Leonor, la secretaria.
- 1989: La familia Benvenuto (serie de televisión).
- 1990: Su comedia favorita (serie de televisión), en el episodio «El desafío de Bartolo».
- 1990-1993: Amigos son los amigos.
- 1991: Es tuya, Juan (serie de televisión).
- 1991: Chiquilina mía (telenovela).
- Alta comedia.
- 1992-1993: El precio del poder (serie de televisión).
- 1993: ¡Dale, Loly! (película de televisión), como Maribel.
- 1993: Gerente de familia.
- 1994: Un hermano es un hermano (serie de televisión).
- 1995: Por siempre mujercitas (serie de televisión).
- Teatro de los viernes.
- Entre los tuyos y los míos.
- Su comedia favorita.
- Trillizos.
- Doble venganza.
- 1997: Ricos y famosos (serie de televisión), como Irene
- 1999: ¡Trillizos!, dijo la partera (serie de televisión).
- 2000: Los médicos de hoy (serie de televisión).
- 2001: Culpables (serie de televisión).
- 2001: 22, el Loco.
- 2003: Resistiré (serie de televisión), como Daniela
- 2004: Sabor a mí (serie de televisión), como ella misma.
- 2004: Culpable de este amor (serie de televisión), como Leticia Gamarra.
- 2005: Un cortado, historias de café, por Canal 7. Actuó con su madre, María Aurelia Bisutti, quien interpretaba el personaje de Paola Papini en la vejez.[3]
- 2006: Montecristo, por Canal 13.[3]
- 2007: Mujeres de nadie, por Canal 13,[3] como Cecilia, una mujer del interior.[3]
- 2008: Vidas robadas,
- 2008-2009: Don Juan y su bella dama.
- 2011: Adictos, episodio «La única verdad».
- 2013: Historias de corazón (miniserie de televisión), episodio «Pompa y circunstancia».

### Teatro
En teatro protagonizó
- Cabaret Bijou (en Mar del Plata).
- Los muchachos de antes no usaban gomina.
- La bella durmiente.
- ¡Qué noche de casamiento! (obra de teatro).
- La pulpera de Santa Lucía (Teatro General San Martín, de Buenos Aires).[6]
- 2009-2010: Escoria, de José María Muscari, en el teatro municipal Abel Santa Cruz, el Teatro del Pueblo, y el teatro Regina-Tsu.[7]
- 2012-2013: Ese no es el problema, en El Tinglado Teatro.[8]
- 2014: Desde el jardín de la República de Palermo, en El Tinglado Teatro.[9]
- 2015: Las de Barranco (actriz), en el teatro Cervantes.[10]